# ۱۳۷ (پیش از میلاد)
۱۳۷ (پیش از میلاد) ۱۳۷مین سال قبل از تقویم میلادی است.